# Міхал Полховський
Міхал Полховський герба Юноша (бл. 1748) — пінський пристав і королівський геометр.

## Біографія
Походив з пінського шляхетського роду Полховських. В 1774 р. отримав посаду пінського пристава.
В 1780 році орендував ключ від Ямна (крім осоцьких сіл). В 1791 р., за працю над обмірами Біловезької пущі, отримав на 50 років колонію Полічну, розташовану біля річки та однойменного села. Ця колонія була розташована за 7 км на захід від наділу 760. Надання включало в себе два привілеї: перший — на «непридатну» територію, яка складалась з 19 тралів, другий — на село Полічна з 9 з половиною тралами та 13 димарями. Річний чинш становив 193,10 злотих.
У 1797 році імператор Павло I відібрав у Полховського село Полічне, і віддав його княгині Гагаріній. У відповідь на скаргу, що в нього немає селян для роботи на землі, йому натомість віддали сусіднє село Панасюки.

## Королівський геометр
Обіймаючи посаду королівського геометра, Полховський став автором атласу під назвою «Mappa Geometryczna Traktu J. K. M-ci z przyległościami Geografice położonemi każdey Stacyi udzielnie ultimus Augusti 1784 deliniowana przez Połchowskiego — Geometre SRM». Його було подаровано королю на честь його проїзд через Берестейську економію на Гродненський сейм 1784 року. Нині він оздоблений шкірою з тисненими королівськими ініціалами (S.A.) зберігається як частина приватного зібрання короля Станіслава-Августа Понятовського в Головному архіві давніх актів в Варшаві під шифром AK — 147/ZBSA/4-2K2.
В свою чергу король подарував геометру золотий годинник:
|  | День другого вересня був днем виїзду з Біловежі. Його милість король, викликавши до себе вранці ясних панів: тучапського намісника Попеля; віце-адміністратора економії Ягміна; а разом і Пулховського, який також належав до диспозиції, обдарував: першого — каблучкою зі своїм номером інкрустованою камерованими діамантами, другого — золотою, оздобленою перлами та емаллю, табакеркою, а третього золотим годинником. Оригінальний текст (пол.) Dnia 2 września był dniem wyjazdu z Białowieży. Król J[ego]m[oś]ć, wezwawszy do siebie rano J[aśnie] P[anów]: Popiela, starostę tuczap[skiego]; Jagmina, wiceadministratora ekonomii; tudzież Pułchowskiego, należącego także do dyspozycyi, pierwszego — pierścieniem z cyfrą swoją brylantami kameryzowanym, drugiego — złotą, perłami i emalią ozdobioną tabakierą, trzeciego zaś zegarkiem złotym udarował. |

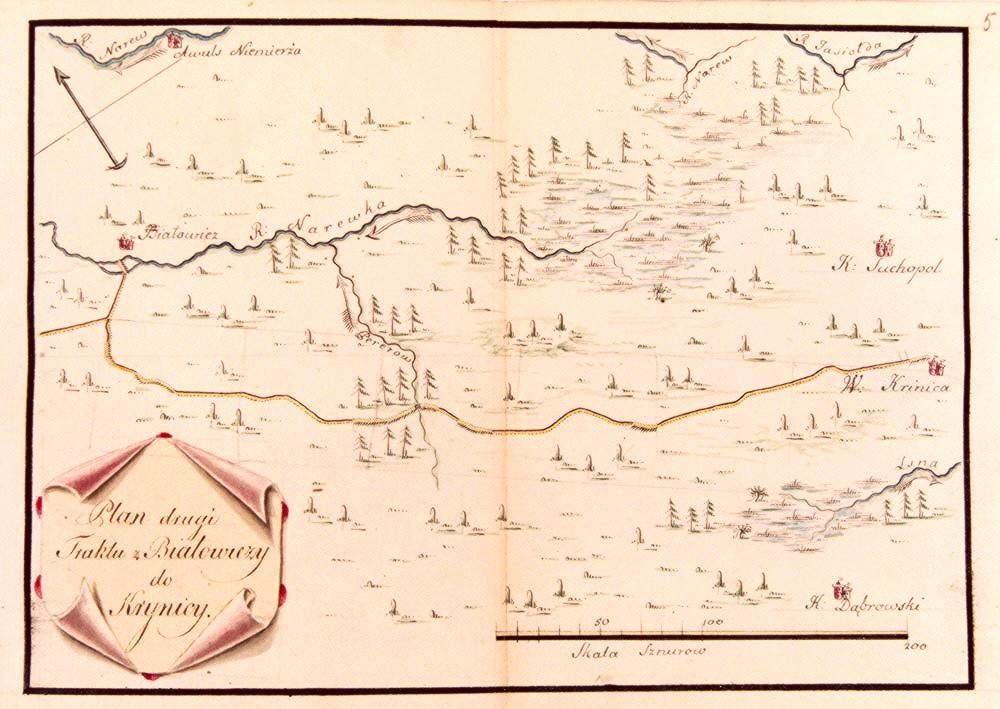
Другий план маршруту від Біловежі до Криниці авторства Міхала Полховського.

Через дев'ять років Міхал Полховський також виміряв і Біловезьку пущу. Про це, зокрема, писав пружанський лісник Евгеніуш Ронка:
|  | ...перший вимір лісу був дуже добре зроблений королівським геометром Полховським, у 1793 р. під час правління польського короля Станіслава Августа. За розпорядженням міністерства фінансів у 1816 р. це вимірювання було перевірено лише геометром Галісевичем. |

Станом на 1797 р. обіймав посаду брестського повітового землеміра Литовської губернії.